# متوافق الجنس

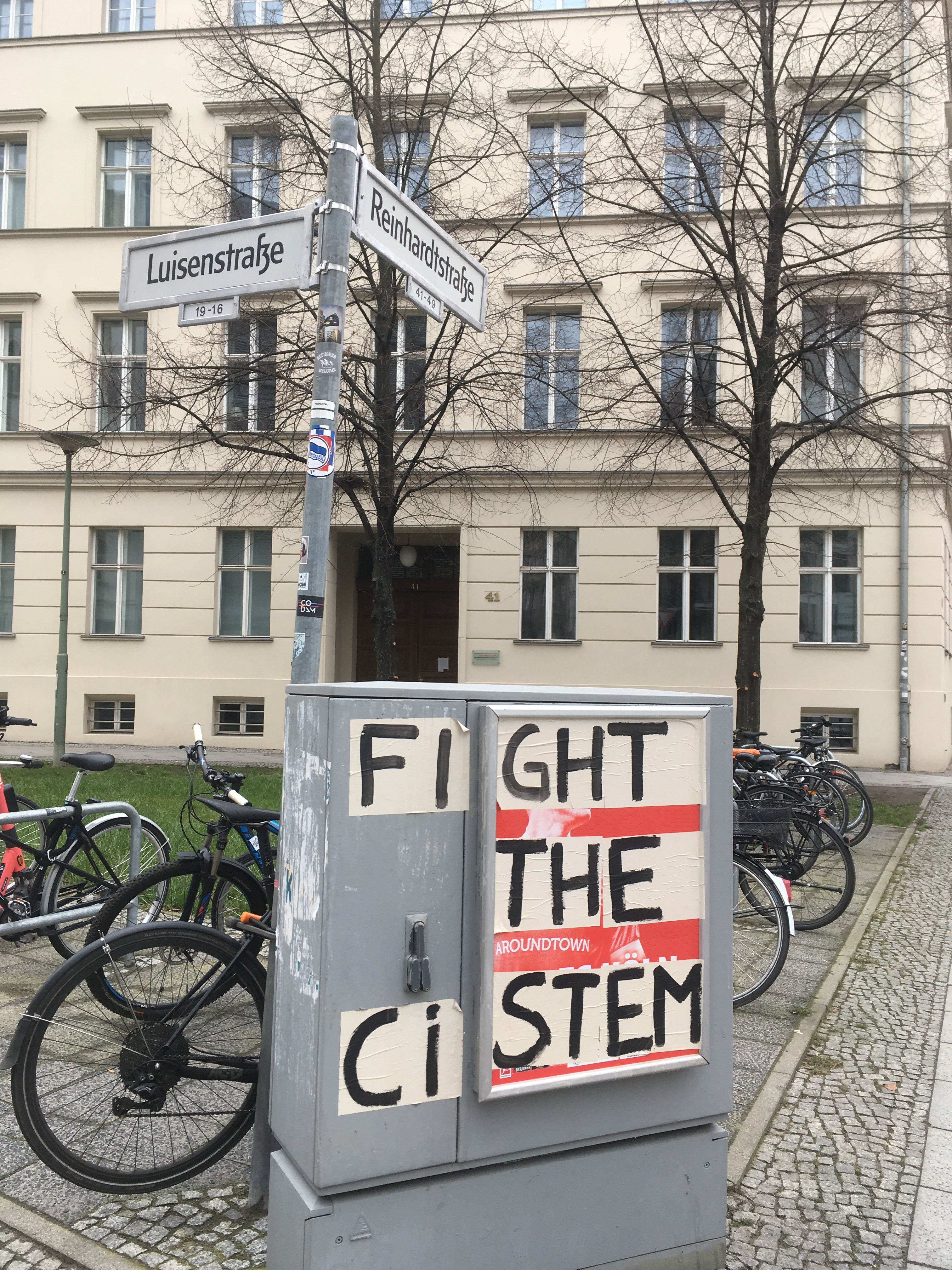

متوافق الجنس أو موافق الجنس (بالإنجليزية: Cisgender)‏ هو مصطلح للأشخاص الذين تتوافق هويتهم الجندرية مع الجنس المعين لهم عند ولادتهم. موافقي الجنس يمكن أيضًا أن يعرفوا على أنهم الذين لديهم «هوية جندرية أو أداء جندري مجتمعي يقدر الجنس الواحد». وهو نقيض مصطلح التحول الجنسي.